# Wolfgang Borchert
Pour les articles homonymes, voir Borchert.
Œuvres principales
Dehors devant la porte
Wolfgang Borchert est un écrivain allemand engagé, né à Hambourg le 20 mai 1921 et mort à Bâle le 20 novembre 1947. Il est connu pour son œuvre représentative de la littérature allemande de l'après Seconde Guerre mondiale, la Trümmerliteratur (la littérature des ruines), notamment par sa pièce de théâtre Dehors devant la porte.

## Biographie
Wolfgang Borchert est le fils de l'écrivaine Hertha Borchert.
Dès l'âge de 17 ans, il voit ses premiers poèmes publiés dans le Hamburger Anzeiger. Il est d'abord apprenti-libraire, mais il se tourne assez rapidement vers le théâtre. En 1941, certains de ses poèmes, jugés subversifs par la Gestapo lui attirent des problèmes : si les autorités le laissent jouer un temps dans un théâtre de Lunebourg, il est envoyé sur le front russe assez rapidement.
En 1942, malade et blessé, il est envoyé dans un hôpital militaire. Accusé d'automutilation et de propos contre le régime hitlérien, Wolfgang Borchert passe par deux fois en jugement et échappe de peu à la peine de mort. Après huit mois de prison, il est renvoyé au front. Sa santé se détériorant rapidement, il rentre à Hambourg — après deux hospitalisations — où il est comédien.
En 1944, il est à nouveau condamné pour propos subversifs et renvoyé au front. L'année suivante, prisonnier des Français à Francfort-sur-le-Main, il réussit à s'évader et rentre à Hambourg. Il y est comédien, mais également metteur en scène. Sa santé se dégrade au point qu'il ne peut quitter son lit.
En 1946, Wolfgang Borchert, après une nouvelle hospitalisation, publie un recueil de poèmes, Laterne, Nacht und Sterne. L'année suivante, en à peine huit jours, il écrit sa pièce de théâtre Draußen vor der Tür (Dehors devant la porte) qui est très bien accueillie lors de sa diffusion à la radio un mois plus tard. Il fait paraître également un recueil de textes, Die Hundeblume (le Pissenlit) et écrit des nouvelles éditées sous le titre An diesem Dienstag (Ce mardi-là).
Épuisé, rongé par la maladie, Wolfgang Borchert meurt à l'hôpital Saint-Clara de Bâle le 20 novembre 1947, la veille de la première de sa pièce de théâtre montée à Hambourg et qui connaîtra un grand succès.
En France, il faudra attendre 1962 pour qu'une grande partie de son œuvre, préfacée par Heinrich Böll, soit enfin publiée.
Wolfgang Borchert fut le principal représentant de la jeune génération d'après-guerre. Il fut également le premier écrivain allemand de cette période à obtenir une célébrité internationale, avant même la création des deux états. Représentant de la Trümmerliteratur (littérature des ruines), il a été le porte-parole d'une jeunesse bafouée.

### En allemand
- Laterne, Nacht und Sterne (1946)
- Draußen vor der Tür (1947)
- An diesem Dienstag (1947 - Un exemple typique de la Trümmerliteratur)
- Die Hundeblume (1947)
- Das ist unser Manifest (1947)
- Das Brot (1946)
- Die Küchenuhr (Nouvelles)
- Nachts schlafen die Ratten doch! (nouvelles)
- Die drei dunklen Könige (Nouvelles)
- Das Gesamtwerk (œuvres complètes, Rowohlt 1949 & 1974)

### Traductions en français
- Hambourg in les Temps modernes, août-septembre 1949.
- Dehors devant la porte, Buchet-Chastel, traduction de Jean-Blaise Oppel,1962.
- Morceaux choisis, traduction de Jean-Blaise Oppel, Buchet-Chastel, 1963.
- Lettres de Russie (et autres poèmes), édition bilingue, version française et postface de Jean-Pierre Vallotton, Arfuyen, 1990.
- Dialogue sur les toits, in La Nouvelle Revue française n° 449, juin 1990, traduction de Jean-Pierre Vallotton.
- Chère nuit gris-bleu, récits, traduction et postface de Jean-Pierre Vallotton, Jacqueline Chambon 1995 et Le Rouergue, 2006.
- Rêve de lanternes et autres poèmes, édition bilingue, version française de Jean-Pierre Vallotton, Tétras Lyre, 1998.
- Dehors devant la porte, théâtre, traduction de Pierre Deshusses, Jacqueline Chambon, 1997.

Par ailleurs, Wolfgang Borchert a fait, à son tour, l'objet d'une pièce de théâtre : Fabio Pacchioni et Claude Broussouloux, La Vie rêvée de W. B., Avant-Scène n°666, 1980.